# Verbascum luridiflorum
Verbascum luridiflorum är en flenörtsväxtart som beskrevs av Hub.-mor.. Verbascum luridiflorum ingår i släktet kungsljus, och familjen flenörtsväxter. Inga underarter finns listade i Catalogue of Life.